# Coccocypselum
Coccocypselum es un género de 65 especies de plantas con flores perteneciente a la familia Rubiaceae, distribuidas por las regiones tropicales de América. Todas las especies son herbáceas con frutos carnosos azul o púrpura y flores con cuatro pétalos.

## Descripción
Son hierbas perennes o quizá anuales, inermes, terrestres, frecuentemente postradas o reptantes, las flores bisexuales. Hojas opuestas, isofilas, sin domacios, con frecuencia moradas en el envés; nervadura menor no lineolada; estípulas interpeciolares, triangulares a subuladas o a veces reducidas a 1 línea interpeciolar truncada o 2-8-setosa, erguidas, persistentes, aparentemente valvares. Inflorescencias terminales o seudoaxilares, capitadas o glomeriformes, con (1-)3-20 flores, bracteadas. Flores sésiles, distilas, aparentemente protandras; limbo calicino 4-lobado hasta la base, sin calicofilos; corola infundibuliforme, azul, morada o blanca generalmente teñida con estos colores, en el interior variadamente pelosa pero generalmente glabra en la garganta, los lobos 4, valvares, sin apéndices; estambres 4, incluidos o exertos, las anteras dorsifijas cerca del 1/2 o de la base; estigmas 2, lineares, exertos; ovario 2-locular, los óvulos numerosos, axilares. Frutos en bayas, subglobosas a elipsoidales, aerenquimatosas y generalmente huecas, azules con el color generalmente intenso; semillas numerosas, discoidales, verruculosas.

## Taxonomía
El género fue descrito por Patrick Browne y publicado en The Civil and Natural History of Jamaica in Three Parts 144. 1756. La especie tipo es: Coccocypselum repens Sw. 

## Especies seleccionadas
- Coccocypselum anomalum
- Coccocypselum apurense
- Coccocypselum aureum
- Coccocypselum biflorum
- Coccocypselum brevipetiolatum
- Coccocypselum brittoni
- Coccocypselum campanuliflorum
- Coccocypselum condalia
- Coccocypselum cordifolium
- Coccocypselum erythrocephalum
- Coccocypselum guianense
- Coccocypselum hasslerianum
- Coccocypselum herbaceum
- Coccocypselum hirsutum
- Coccocypselum krauseanum
- Coccocypselum lanceolatum
- Coccocypselum lymansmithii
- Coccocypselum nummulariifolium